# 스핀 아웃 (드라마)
《스핀 아웃》(영어: Spinning Out)은 2020년 1월 처음 공개된 미국의 넷플릭스 오리지널 드라마이다. 피겨스케이팅이 소재이다. 서맨사 스트래튼이 쇼러너이고 카야 스코델라리오, 재뉴어리 존스, 윌로 실즈가 출연한다.
시즌 1은 2020년 1월 1일 공개되었다. 2020년 2월 다른 넷플릭스 드라마 《사운드트랙》과 함께 시즌1으로 종결되는 것이 발표되었다.

## 시놉시스
뛰어난 재능으로 성장 가도를 달리던 중 처참한 낙상 사고로 경쟁에서 밀려나게 된 엘리트 피겨스케이팅 선수 캣 베이커. 선수 생활이 끝장날 위기 앞에서 페어스케이팅이라는 두 번째 운명을 맞이한다. 캣은 경력을 이어나가기 위해 이 기회를 선택하고, 재능 있는 페어스케이팅 선수지만 나쁜 남자인 저스틴과 한 팀이 된다. 캣은 스케이트를 향한 꿈을 지속하기 위해서는 균열된 가족 관계, 불안한 파트너십 그리고 모든 노력을 수포로 만들 수도 있는 그녀의 취약점을 극복해야 한다는 사실을 곧 깨닫는다.

## 출연진

### 주연
- 카야 스코델라리오 - 카타리나 "캣" 베이커

피겨 스케이팅 선수. 실력은 뛰어나지만 과거의 사고로 인한 트라우마로 좋은 성적을 내지 못하고 있다. 어머니에게서 물려받은 조울증이 있다.
- 윌로 실즈 - 세리나 베이커

캣의 동생이며 그녀 또한 피겨 스케이팅을 하고 있다. 언니와는 달리 어머니의 편애를 받고 있다.
- 에번 로더릭 - 저스틴 데이비스

캣의 동료 피겨 스케이팅 선수. 뛰어난 피겨 실력에 잘생기고 집안도 부자라서 인기가 많다.
- 데이비드 제임스 엘리엇 - 제임스 데이비스

저스틴의 아버지이자 시장(市長).
- 세라 라이트 올슨 - 맨디 데이비스

제임스의 후처로, 저스틴의 페어가 되려는 캣을 응원하는 입장이다.
- 스베틀라나 예프레모바 - 다샤 표도로바

저스틴의 담당 코치로 캣의 재능을 알아보고 영입하려고 한다.
- 어맨다 저우 - 젠 유

캣의 피겨 동료이자 어렸을 때부터 친했던 친구. 고관절 부상으로 피겨를 그만둬야 할 처지이지만 이를 숨기고 있다.
- 미첼 에드워즈 - 마커스 홈스

캣의 친구이며, 아르바이트하는 바의 매니저. 캣을 마음에 두고 있다.
- 케이틀린 리브 - 리아 스탄스

캣이 저스틴의 페어를 거절하자 대신 페어가 되었던 여자 선수.
- 윌 켐프 - 미치 손더스

세리나의 담당 코치. 세리나를 대하는 손길이 심상치 않아 캣은 그를 경계하고 있다.
- 재뉴어리 존스 - 캐럴 베이커

캣과 세리나의 어머니. 과거 피겨 선수였으나 캣을 임신한 것 때문에 그만두어야 했다. 이루지 못한 꿈을 딸들을 피겨 선수로 키워서 보상받으려고 한다. 조울증을 앓고 있다.

### 조연
- 제이미 섐페인 - 드루 데이비스
- 존 섐페인 - 리드 데이비스

저스틴의 배다른 형제인 쌍둥이. 단순무식하다.
- 조니 위어 - 게이브 리처드슨

캣의 동료 피겨 선수. 동성애자다. 실제 피겨스케이팅 선수인 조니 위어가 연기한다.
- 자라 벤담 - 알라나

마커스가 바텐더로 일하는 호텔의 매니저로 마커스에게 관심을 보인다.
- 모건 켈리 - 레지

세리나의 친아버지.
- 찰리 휴슨 - 닥터 파커

피겨스케이팅 선수들을 진료해주는 스포츠 전문의.

## 에피소드
모든 에피소드는 2020년 1월 1일에 공개되었다.
| 회차 | 제목                                                      | 감독                     | 각본                         | 분량 |
| --- | --------------------------------------------------------- | ------------------------ | ---------------------------- | ---- |
| 1 | "여기서부터 선밸리입니다" "Now Entering Sun Valley"       | 엘리자베스 엘런 로즌바움 | 서맨사 스트래튼              | 53분 |
| 아이다호주 선밸리. 젊은 피겨스케이팅 선수 캣 베이커는 후반부 트리플 점프에 실패하여 시니어 진출에 실패한다. 반대로 어머니 캐럴의 편애를 받는 동생 세리나는 새 코치의 지도에 힘입어 언니와는 달리 전도유망하다. 피겨를 그만둘까 고민하는 캣에게 남자친구 데이브가 같이 런던에 가서 살자고 한다. 그런데 캣과는 불편한 사이인 저스틴이 캣에게 페어를 제안한다. 저스틴과의 페어를 받아들일지, 데이브를 따라 런던에 갈지 고민하던 캣은 정신병과 편애를 문제로 사이가 좋지 않았던 어머니와 싸우고 집을 나간다. 런던에 가려고 차를 끌고 남자친구에게 가다가, 마음을 고쳐먹고 발길을 돌린다. |                                                           |                          |                              |      |
| 2 | "가족이 된 걸 환영해" "Welcome to the Family"             | 엘리자베스 엘런 로즌바움 | 서맨사 스트래튼              | 50분 |
| 런던행을 단념하고 친구 젠과 함께 돌아왔지만, 저스틴은 이미 리아라는 다른 여자와 페어를 맺은 상태였다. 저스틴에게 부탁해보지만 자신이 아닌 아버지에게 말해보라고 할 뿐이다. 캣은 저스틴 아버지의 눈에 들기 위해 그 앞에서 트리플 점프를 선보이려고 하지만 실패한다. 아르바이트 동료인 마커스는 집을 나와 갈 곳이 없는 캣에게 가게 휴게실에서 지내도록 하며, 홧김에 캣에 대한 연정을 고백하지만 받아들여지지 못한다. 캐럴은 한번 캣의 마음을 돌려보려 하지만 차갑게 거절당하고, 곧 큰딸과 완전한 의절을 선언하고 세리나에게만 모든 것을 쏟게 된다. 한편 캣을 좋게 본 저스틴의 어머니 맨디가 남편을 설득함으로써 결국 캣은 저스틴의 페어가 되어, 담당 코치 다샤의 집에서 지내게 되며 저스틴과의 연습을 시작한다. |                                                           |                          |                              |      |
| 3 | "주행 주의" "Proceed with Caution"                        | 맷 헤이스팅스            | 폴 키블스                    | 44분 |
| 캣은 본격적으로 저스틴과의 연습에 들어가나 저스틴은 연습에 자주 지각하고 성실하지도 않았다. 더구나 연습에 들어가니 이번에는 캣의 정신적 문제까지 겹쳐 손발이 안 맞는다. 다샤 코치는 둘의 신뢰를 키우기 위해 도로 한복판에 둘을 떨어뜨려 놓고 알아서 돌아오게 한다. 정석적으로 길을 찾으려고 하는 캣과 달리, 저스틴은 리프트 앱으로 차를 타고 마을에 돌아온다. 시간을 떼우기 위해 저스틴과 노닥거리면서, 캣은 저스틴을 어느 정도 이해한다. 연습이 끝나고 저스틴은 캣을 파티에 초대한다. 그러나 캣은 젠과 함께 미치가 동생 세리나에게 흑심을 품었다는 증거를 잡으려고 미치의 트레일러 집에 숨어 들어간다. 그곳에서 이혼 서류를 발견하고, 그것을 찍어서 어머니 캐럴에게 들이밀지만, 캐럴은 오해일 뿐임을 명시한다. 한편 저스틴은 오지 않는 캣을 기다리다가 다른 여자와 놀고, 캣을 만나려고 파티에 간 마커스는 캣에게 실망하고 저스틴을 경멸한다. |                                                           |                          |                              |      |
| 4 | "파인크레스트 야생동물 보존" "Keep Pinecrest Wild"        | 맷 헤이스팅스            | 엘리자베스 피어슨            | 47분 |
| 캣은 조울증 때문에 페어 연기에서 실수를 하고, 저스틴의 허벅지를 찍어 상처를 낸다. 이 때문에 상심에 빠져 있다가 기분 전환을 위해 저스틴네 집안에서 지원하는 야생동물 보호 행사에 참여해서 멋진 스키 실력을 보여준 마커스와 만난다. 마커스와 데이트하면서 그간의 어색함을 푸는데, 저스틴이 이를 보고 질투한다. 한편 캐럴은 딸의 코치인 미치와 점점 가까워지고, 급기야 섹스에 이를 뻔하지만, 과거 아이를 가진 것 때문에 피겨를 그만둬야 했던 기억을 떠올리고 중단한다. 마커스는 학업을 포기하고 스키에 도전해 보기로 하고, 캣은 저스틴과 대화를 하며 조금씩 끌리는 자신을 발견한다. |                                                           |                          |                              |      |
| 5 | "두 개에 40달러" "Two for $40"                            | 맷 헤이스팅스            | 리언 칠스                    | 45분 |
| 모두에게 운없는 날이 펼쳐진다. 캣이 차곡차곡 모은 저축계좌를 캐럴이 싸그리 털어가고, 캣은 더 이상 엄마에게 시달리지 않겠다고 결심한다. 엄마의 모습에 실망한 세리나는 엄마가 조울증이란 것을 미치에게 폭로해버린다. 이 때문에 엄마의 미움을 사서 길가에 버려지게 되고, 캣이 동생을 데리러 가다가 차가 퍼져서 마커스와의 데이트 약속에도 늦어버린다(정작 세리나는 저스틴네 동생들의 차를 타고 놀며 밤을 샌다). 마커스는 캣에게 다시 한번 실망하고 대신 새로 직원으로 온 알라나와 친해진다. 한편 젠은 저스틴을 노리고 함께 파티에 갔는데, 차 안에서 섹스를 하려던 찰나 캣이 파티에 찾아오는 바람에 그만둔다. 캣은 맨디가 사준 옷값을 마련해야 하는 상황이었고, 이를 위해 젠과 함께 자기의 조증 약을 팔아치운다. 캐럴은 반대로 딸들을 실망시킨 것과 맨디에 대한 열등감 때문에 캐럴은 조울증이 도지고 미치가 위로해준다. 젠과 헤어진 저스틴은 음주운전을 했다가 다음날 아버지에게 적발된다. |                                                           |                          |                              |      |
| 6 | "좋은 하루 보내세요" "Have a Nice Day!"                   | 노마 베일리              | 제니 린                      | 52분 |
| 캐럴은 조울증을 어느 정도 극복하지만, 직장을 그만둔 것 때문에 금전 문제가 발목을 잡는다. 그래서 자존심을 버리고 맨디를 찾아가서 그의 비서로 취직하게 된다. 한편, 캣은 과거의 트라우마를 저스틴의 도움으로 극복하게 되고, 덕분에 둘의 관계는 더욱 깊어진다. 저스틴은 캣과 만나려고 젠과의 약속을 져버린다. 다음날 젠은 저스틴을 캣에게 빼앗겼다는 걸 깨닫고 2인자 콤플렉스가 폭발해서 캣과의 절교를 선언한다. 세리나의 코치 미치가 캐럴의 연인으로서의 위치와 코치로서의 입장을 사이에 두고 갈등하던 차에, 세리나의 친아버지 레지가 등장한다. |                                                           |                          |                              |      |
| 7 | "치료 기간은 달라질 수 있습니다" "Healing Times May Vary" | 해나 맥퍼슨              | 엘리자베스 히긴스 클라크     | 47분 |
| 시간이 흐르고, 인물들은 삶의 갈림길에서 갈 길을 결정한다. 캣과 저스틴 페어는 지역 예선에서 낮은 평가를 받고 분개한다. 젠의 병세는 악화될 대로 악화된 상태이고 캣은 젠과 관계를 개선해보려 하지만 젠은 냉정하게 쳐내고 있다. 세리나의 친아버지 레지는 딸과 함께 살겠다고 말하고, 캐럴은 반감을 드러낸다. 녹내장을 앓고 있지만, 과거 시대 분위기 때문에 헤어졌던 동성 연인을 못 보는 게 두려워 수술을 미뤄왔던 다샤는 결국 수술을 받기로 결정한다. 마커스는 어머니가 자신의 꿈을 지지해준 것을 계기로 알라나를 향한 태도를 바로잡는다. 트리플 토루프를 연습한 캣과 저스틴은 지역 대회에서 성과를 거두지만 반대로 젠은 경기 중에 허리 때문에 쓰러지고 만다. 경기가 끝나고, 세리나는 아빠와 살기로 결정한다. |                                                           |                          |                              |      |
| 8 | "지옥은 존재합니다" "Hell Is Real"                        | 조 아미엘                | 폴 키블스, 엘리자베스 피터슨 | 47분 |
| 마커스는 스키 경기를 앞두고 흑인 스키 선수라는 롤모델이 될 것인가를 고민하다가, 인종차별로 고통받은 어린 시절을 떠올리고 인터뷰를 통해 자신을 알리기로 결정한다. 어린 시절 젠은 더 이상 스케이팅을 할 수 없다는 선고를 받고 자괴감에 빠져들었다가, 다샤와 만나 극복할 실마리를 얻는다. 친아빠 레지가 일자리가 생겼다며 갑자기 다시 떠나겠다고 하자 세리나는 크게 실망한다. 캐럴은 맨디의 출산을 도와준 것을 계기로 인정받아 정식 직원으로 채용된다. 한편 캣은 우울증 치료 모임에 갔다가 캐럴을 만난 후, 약 복용을 관둔 것에 더해서 조증이 도져 버린다. 들떠서 필요 없는 물건들을 사들이고 낯선 사람들을 불러서 호텔방에서 파티를 벌이기 시작한다. 놀란 저스틴이 마커스와 함께 말리려다 주먹다짐으로 번지고, 둘은 수감되고 만다. 저스틴은 아버지 백으로 빠져 나왔지만 마커스는 다음날이 경기인데도 계속 감옥에 있어야 할 위기에 놓인다. |                                                           |                          |                              |      |
| 9 | "나쁜 엄마" "#1 Mom"                                      | 맷 헤이스팅스            | 라라 올슨                    | 47분 |
| 저스틴이 캐럴에게 연락한 덕에 캣은 약을 먹고 며칠간 쉬었다. 캐럴이 딸을 계속 돌봐주었다. 한편 저스틴은 캣이 벌인 파티 사건으로 대회도 놓치고, 아버지의 미움을 사서 스케이트를 그만두고 선밸리를 떠나라는 지시를 받는다. 그리고 젠은 주치의 닥터 파커로부터 데이트 신청을 받고 고민을 하다가, 캣 때문에 스키팀에서 퇴출되어 울적해진 마커스와 의기투합한 후 데이트 신청을 받아들인다. 다샤는 젠의 격려로 옛날 연인 타티아나에게 연락을 보낸다. 이런 상황에서 캣은 자신 때문에 신세를 망친 주변인들에 대한 미안함으로 조울증 사실을 밝히기로 마음먹는다. 그런데 이 때문에 어머니 캐럴과 또 다시 갈등을 겪고, 세리나가 질투심에 내뱉은, 예전 자신의 사고가 어머니의 짓이었음을 알게 되어 마음고생을 하기도 한다. 결국 캣은 모두에게 메시지를 보내 자신의 병을 알리고, 젠과 마커스 등과 화해한다. 저스틴의 아버지에게도 직접 말해 저스틴이 떠나는 것을 막게 한다. 한편 세리나는 새로 연애를 시작하였는데, 상대는 바로 젠에게 데이트 신청을 보낸 닥터 파커였다. |                                                           |                          |                              |      |
| 10 | "키스 앤 크라이" "Kiss & Cry"                             | 조 아미엘                | 서맨사 스트래튼              | 56분 |
| 캐럴은 부동산 계약을 진행하면서 클라이언트와 잠자리를 가진다. 이에 미치가 걱정하자 캣과 함께 있었던 거라고 둘러댄다. 캣은 다샤의 집에서 지내다가, 대회에 다시 도전해 보기로 한 저스틴이 찾아와 캣에게 출전하자고 권유한다. 이윽고 대회에서, 캣과 저스틴 페어는 훌륭한 연기로 최상의 성적을 얻는다. 캣은 어머니 캐럴과 이야기한 후 자신의 병과 사랑의 의미에 대한 생각을 매듭지었고, 경기가 끝나자 저스틴에게 다시 사랑을 고백한다. 저스틴은 처음에 냉랭하게 거절하려다가 결국 자신의 감정에 수긍하고 캣을 다시 받아들인다. 한편 캣과 마찬가지로 대회를 준비하던 세리나는 닥터 파커가 자신과 사귀는 게 아니라 그저 섹스 상대로만 여기고 있음을 깨닫고 심란해 하다가 대회를 크게 망쳐버린다. 이상한 세리나를 보고 도와주려던 캣은 세리나의 섹스 상대를 파커가 아니라 미치라고 잘못 짚는 바람에, 그만 캐럴의 외도 사실을 발설해 버리고 이 때문에 화가 난 미치는 캐럴과 세리나를 떠나게 된다. 그리고 진짜 범인인 파커를 지목하자 이번에는 젠이 반발하여 다시 관계를 망치고 만다. 자신의 행동 때문에 또 다시 인간관계를 끝장낸 캐럴은 그래도 스케이트를 계속해야 한다고 생각하고 저스틴과 함께 다음 경기에 임한다. |                                                           |                          |                              |      |